# МАРС (компьютер)
МАРС (модульная асинхронная развиваемая система) — советская многопроцессорная вычислительная система.

## Описание
Система состояла из мультипроцессорного ядра, построенного на базе процессоров «Кронос» с использованием транспьютерной организации, модуля общей оперативной памяти, мини-ЭВМ, выполнявшей функции архивной подсистемы, диагностической ЭВМ, пульта системы и специализированных средств.
Использовалась операционная Unix-система, поддерживался язык программирования Модула-2 и разрабатывался специально для асинхронной модели параллельных вычислений язык программирования БАРС.